# Edward Babiuch
Edward Mikołaj Babiuch ( audio) (né le 28 décembre 1927 à Grabocin et mort le 1er février 2021) est un homme d'État polonais. Il est premier ministre de février à août 1980.

## Biographie
Membre du Politburo et secrétaire du comité central du Parti ouvrier unifié polonais, il est nommé premier ministre le 18 février 1980 avec pour mission de mettre en place un plan d'austérité pour juguler la crise économique. Le 1er juillet 1980, Babiuch annonce une augmentation générale des prix. Cela engendre des grèves générales et des manifestations pour réclamer une hausse des salaires. Le 14 août 1980, 17 000 ouvriers des chantiers navals de Gdańsk font la grève, suivis par ceux des chantiers de Szczecin, entrainant plus de 150 000 grévistes. Le 24 août 1980, Babiuch démissionne et est remplacé par Józef Pińkowski.